# Tito Balestra
Pour les articles homonymes, voir Balestra.
Tito Balestra, né le 15 juillet 1923 à Longiano, en Émilie-Romagne et mort le 19 août 1976 dans cette même ville, est un poète italien du XXe siècle.

## Biographie

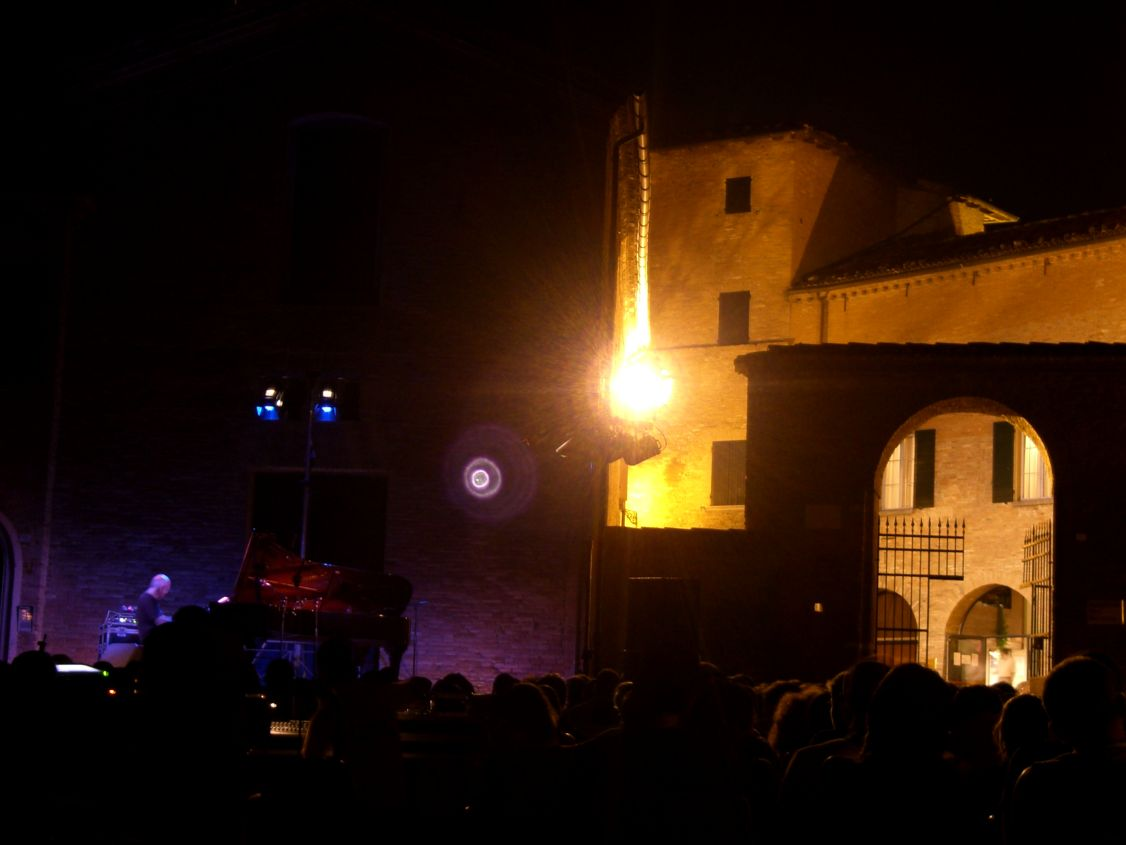
Concert estival
à la Fondation Tito Balestra en juillet 2006

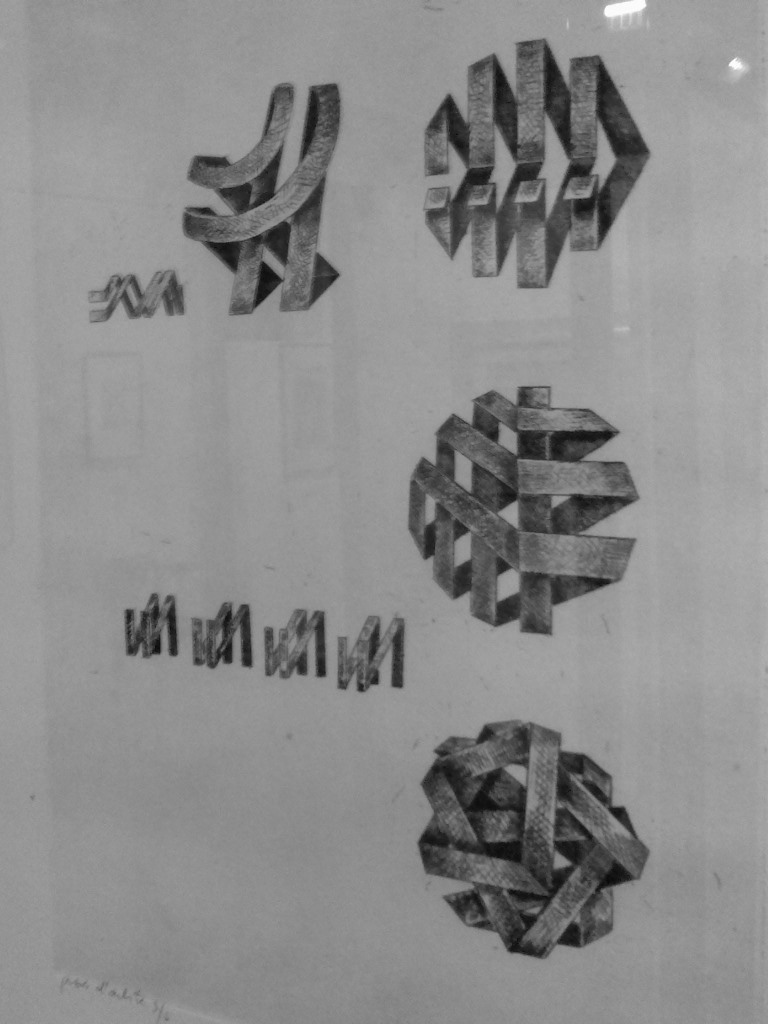
Œuvre de la collection
de la Fondation Tito Balestra

Tito Balestra fit ses études de littérature à l’Université de Venise. En 1956, il s’installe à Rome, où il suit les cours du Cepas tout en  collaborant à de nombreuses rédactions de journaux comme l’Avanti, Botteghe Oscure et Litteratura, et devient un habitué du microcosme artistico-littéraire du Rome de l’après-guerre.
Arrivé à un âge déjà mature, il choisit la poésie comme moyen d’expression, et excella dans l’épigramme.
Les affinités intellectuelles et l’étroite amitié qui le lient aux autres artistes, parmi lesquels Mino Maccari, Renato Guttuso, Renzo Vespignani, lui permettent de constituer une véritable collection d’art moderne.
En 1976, après sa mort, sa veuve léguera toute la collection à la commune natale du poète auquel elle dédiera, en 1989, un musée, la Fondation Tito Balestra.

## Principales publications
- 1974 - Quiproquo, (Garzanti, Milan) ;
- 1976 - Ogetto, la via Emilia, (Arco, Rome) ;
- 1976 - Poésie de Liestal, (Scheiwiller, Milan) ;
- 1977 - La cena, (Gradiva, Rome) ;
- 1979 - Se hai una montagna di neve, tienila all’ombra, (Garzanti,  Milan).